# Azowskaja
Azowskaja (ros. Азовская) – stanica w Rosji, w Kraju Krasnodarskim, w rejonie siewierskim. W 2010 liczyła 4266 mieszkańców.